# Junghans
Junghans, (Uhrenfabrik Junghans GmbH & Co. KG) tysk tillverkare av klockor i Schramberg i Schwarzwald grundad 1861. Vid sekelskiftet 1900 var Junghans störst i världen med en årlig produktion på tre miljoner klockor. 
Under 1950-talet lanserade man klockor designade av Bauhaus-konstnären Max Bill som blivit klassiker. År 1972 var Junghans officiell tidtagare vid de olympiska spelen i München. 1990 följde med den digitala MEGA 1 världens första radiostyrda armbandsur.
Junghans Microtec GmbH tillverkar tändare och tändsystem för militära ändamål.
|  |  |  |  |